# Rokita (folclor)
Rokita este un diavol în folclorul polonez despre care se spune că locuiește în zone asociate cu poarta către lumea cealaltă (viața de apoi), inclusiv în zone umede, păduri și interiorul salciei bătrâne. În unele povești, el este văzut ca un echivalent al lui Leshy⁠(d).
Are o putere de neînchipuit, dar nu este foarte viclean.

## Nume regionale

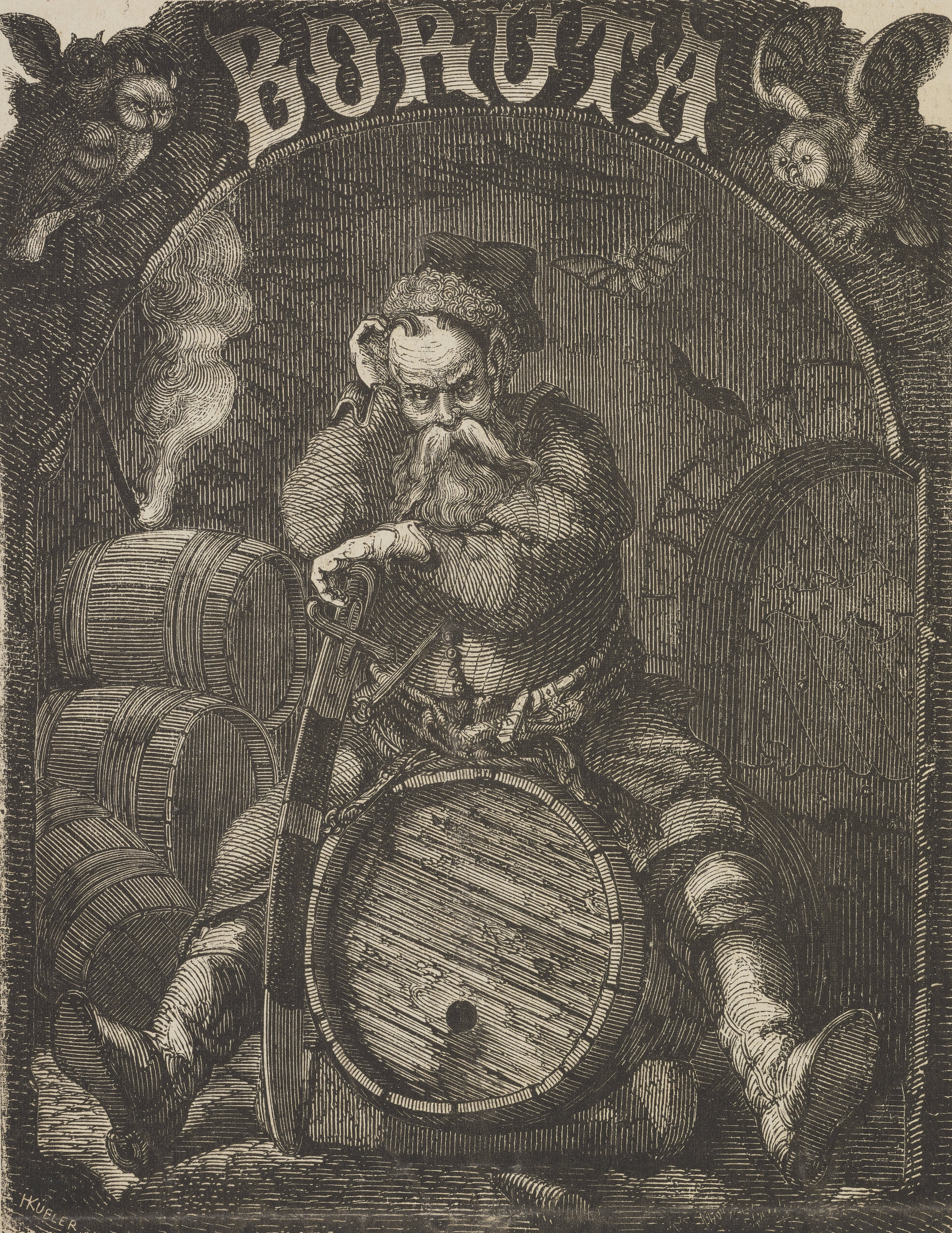
Boruta

În Silezia, Rokita a fost numit Wodnegomęża, adică este un demon de apă care trăiește în iazuri, râuri, fântâni, adică în majoritatea corpurilor de apă.
În reprezentările din Łęczyca, Rokita este adesea tratat ca echivalentul lui Boruta, prezentat ca general într-o haină de aur sau îmbrăcat cu pălărie și redingotă. Tot aici a fost populară și credința că el apare sub formă de animale, precum: porc, pasăre, pește, cal, câine sau șoarece. Indiferent de forma asumată, fie ea umană sau animală, el se caracterizează prin intenții ostile față de oameni. 

## Legende
Una dintre legende spune că a fost un tâlhar foarte generos din Domaradz (un fel de echivalent al lui Janosik). Locuia pe muntele Chyb împreună cu alți tâlhari. A jefuit negustorii care veneau la Domaradz și a dat prada furată țăranilor. Potrivit unei alte versiuni a legendei, Rokietnik, altfel cunoscut sub numele de Rokietnik, era un suflet rău care locuia în mlaștini (de unde și numele său provine de la mușchiul de cătină găsit adesea în pădurile din Europa Centrală) și îi îneacă pe cei care i-au invadat habitatul. Încă o altă versiune se spune că era un diavol Kalisz care concura cu Boruta din Łęczyca.
O alta legenda spune ca Rokita împreună cu Boruta au mers la un han situat în Łódź să bea bere locală. Setea lor a fost foarte mare și au băut multe beri. Hangiul era îngrijorat de acest fapt și era interesat dacă oaspeții au bani de plătit. Așa că le-a spus că nu va mai aduce o bere până nu vor plăti pentru berile pe care le-au băut. Rokita doar a râs și a aruncat câteva monede de aur pe tejghea și i-a cerut hangiului să le aducă mai multă bere. Când s-a întors cu o altă porție de băutură și a încercat să ridice monedele de aur aruncate de diavol, i-au ars pielea cu foc viu. Hangiul a țipat de durere și a auzit râsete diavolești venind din norii de fum care se ridicau în locul în care stătuseră oaspeții săi cu doar o clipă în urmă. Berea pe care o adusese cu o clipă mai devreme a fost deja băută și nu a mai rămas nicio urmă a monedelor.
O altă legendă vine din satul Błędowy, aparținând parohiei satului Chmielnika, situat la o mile și jumătate de Rzeszów. În acel sat locuia un țăran sărac care voia să-și ascundă deznădejdea de soție, așa că a fugit din colibă spre o stâncă abruptă. Pe stâncă, a început să spună cu voce tare cât de mizerabilă și amărâtă era viața sa. În timp ce plângea, Rokita a apărut în fața lui. La început țăranul s-a speriat de silueta acestuia, dar după un timp a considerat că nu este chiar atât de înfricoșător. Rokita i-a dat o grămadă de bani, fără nicio dobândă, cu condiția ca în ziua și ora stabilită să-i dea suma până la ultimul ban, altfel îi va lua sufletul. Țăranul a acceptat oferta și i-a mulțumit politicos, după care diavolul a dispărut. După un timp, a făcut o sumă considerabilă de bani. Când a venit timpul să-și plătească datoria, s-a dus în același loc în care l-a întâlnit prima dată pe Rokita și a început să-l cheme. Ca răspuns, un alt diavol i-a răspuns și i-a spus că Rokita nu mai este deoarece a fost ucis de Sfânta Fecioară. Așa că țăranul s-a întors acasă fără să fie nevoit să dea banii nimănui, pentru că Rokita era deja mort. De atunci, oamenii au început să numească familia țăranului Rokita și această poreclă este folosită de mai multe familii care descind din familia sa.

## Rokita în artă
La Teatrul de Păpuși „Arlekin” din Łódź, a fost montată o piesă sub titlul: Cum a venit diavolul Rokita în sat de Ewa Roza Fabjanowska. Piesa are ca subiect  o femeie săracă care a fost vizitată de diavolul Rokita. El i-a oferit oportunitatea de a o sluji în schimbul la o mare bogăție. Baba Agata, pentru că așa o chema femeia, a fost de acord cu aceste condiții. Așa că Rokita i-a umplut ulcioarele cu aur. În acel moment, moșneagul a avertizat-o că aurul diavolului nu îi va aduce fericirea, dar era prea târziu pentru că diavolul venise deja în sat. Mai întâi, l-a păcălit pe Păstor, apoi a pus tot satul într-un dans nebun, i-a tăiat împletitura unei fete și, de asemenea, a făcut ca vacile să nu dea lapte. După aceste fapte, Maciej, unul dintre bărbați ,promite să se răzbune pe diavol și apoi s-a ținut un consiliu în sat despre cum să-l afume pe diavol. Maciej iese în față și se oferă să-l fermece pe diavol să-și ia înapoi aurul pe care l-a dat Agatei. Planul a funcționat, dar când când Rokita a început să fugă, Agata îl oprește și îi spune că vrea să primească înapoi aurul pe care i l-a dat. Morala poveștii este că munca aduce fericire și un sentiment de împlinire, iar lăcomia și zgârcenia sunt pedepsite.